# سیاه‌قوت
سیاه‌قوت (به لاتین: Siyaqut) یک منطقه مسکونی در جمهوری آذربایجان است که در شهرستان شرور واقع شده است. سیاه‌قوت ۱۵۷۷ نفر جمعیت دارد.